# Biuro Literackie
Biuro Literackie – polskie wydawnictwo założone w 1996 roku. Każdego roku nakładem Biura Literackiego ukazuje się około czterdziestu pozycji z różnych gatunków literackich – od klasyków przez twórców współczesnych po debiutantów. Wydawnictwo od początku swojej działalności opublikowało ponad pół tysiąca książek. Książki Biura Literackiego zdobyły łącznie kilkadziesiąt nagród i wyróżnień. Za swoją działalność nagradzana jest także sama oficyna. Założycielem oraz jej właścicielem jest Artur Burszta.

## Autorzy
Obok wielokrotnie wyróżnianych i nagradzanych twórców (Justyna Bargielska, Kacper Bartczak, Wojciech Bonowicz, Tadeusz Dąbrowski, Jacek Dehnel, Darek Foks, Konrad Góra, Jacek Gutorow, Roman Honet, Jerzy Jarniewicz, Krzysztof Jaworski, Bogusław Kierc, Zbigniew Machej, Piotr Matywiecki, Krystyna Miłobędzka, Joanna Mueller, Tadeusz Pióro, Marta Podgórnik, Jacek Podsiadło, Robert Rybicki, Marcin Sendecki, Andrzej Sosnowski, Dariusz Sośnicki, Dariusz Suska, Eugeniusz Tkaczyszyn-Dycki, Bohdan Zadura, Filip Zawada) Biuro Literackie publikuje utwory debiutujących autorów (tu debiutowali: Martyna Buliżańska, Sławomir Elsner, Katarzyna Fetlińska, Julia Fiedorczuk, Agata Jabłońska, Łukasz Jarosz, Grzegorz Kwiatkowski, Bronka Nowicka, Anna Podczaszy, Szymon Słomczyński, Julia Szychowiak) oraz zagranicznych (Laurie Anderson, Sofija Andruchowycz, John Ashbery, Jorie Graham, Seamus Heaney, Reiner Kunze, Michael Longley, Harry Mathews, Herta Müller, Brian Patten, Edmund White). Wydawnictwo wydaje także utwory nieżyjących pisarzy (Tymoteusz Karpowicz, Tadeusz Różewicz, Rafał Wojaczek oraz Gottfried Benn, Maurice Blanchot, Jane Bowles, Bertolt Brecht, Henry Green, John Cage, Ronald Firbank, Philip Larkin, Erza Pound, Raymond Roussel, James Schuyler, Wallace Stevens, Williams Carlos Williams).

## Serie wydawnicze
Wydawnictwo Biuro Literackie wydaje różnego rodzaju serie wydawnicze. Aktualne serie to: „22. Wiersze podróżne” (autorskie wybory 22 wierszy), „33. Piosenki na papierze” (teksty piosenek znanych muzyków), „44. Poezja polska od nowa” (współcześni poeci na nowo odczytują klasyków), „Antologie” (autorskie wybory z przekładami wierszy), „Dożynki” (wiersze zebrane wybitnych poetów), „Dziecinada” (książeczki z wierszykami dla dzieci), „Poezje” (tomiki rodzimych i zagranicznych twórców), „Połów” (arkusze poetów przed debiutem książkowym), „Proza” (epika przekraczająca granice gatunku), „Rekord BL” (oficyna płytowa), „Rozmowy” (wywiady z twórcami), „Szkice” (autorskie teksty o poezji i poetach), „Teatr” (dramaty w książkach).

## Przekłady
Seria „Antologie poetyckie” prezentuje autorskie wybory wierszy poetów z różnych krajów. Ukazały się w niej przekłady z poezji amerykańskiej, czeskiej, francuskiej, latynoamerykańskiej, rosyjskiej (dwa różne wydania), ukraińskiej i węgierskiej. Oprócz tego w podobnej antologijnej formie przybliżana była kobieca literatura brytyjska, irlandzka i hiszpańska, a także poezja poetów ze Szwajcarii. Powieścią Kochając Henry’ego Greena zainaugurowany został projekt „Klasyka z Europy”, przybliżający niepublikowane dotąd w Polsce arcydzieła literatury. Seria „Klasycy europejskiej poezji”, doceniona w unijnym programie Kreatywna Europa, prezentuje poetów kanonicznych pochodzących z Europy (m.in. William Blake, Salvador Espriu, Miroljuba Todorovic oraz Oton Župančič) oraz ich dzieła. Równolegle realizowana jest seria „Proza z Europy” z książkami m.in. Vladimira Balli, Andrija Bondara, Lajosa Grendela, Ołeksandra Irwancia, Miljenko Jergovicia, Esther Kinsky, Andrija Lubki, Dzwinki Matijasz, Petera Nádasa, Natalii Śniadanko, Faruka Šehicia. Od początku działalności Biura Literackiego, dzięki współpracy z polskimi tłumaczami, ukazało się też blisko sto przekładów.

## Dystrybucja
Wydawnictwo dystrybuuje swoje produkty do księgarń stacjonarnych oraz internetowych m.in. poezjem.pl. Od 2000 roku Biuro Literackie prowadziło aktywną sprzedaż swoich książek w sieci, czyniąc z internetu główne miejsce ich dystrybucji. Następnie jako jedna z pierwszych oficyn Biuro Literackie otworzyło internetowy sklep poza witryną wydawnictwa. 

## Festiwal
Wizytówką Biura Literackiego jest organizowany od 1996 roku festiwal – początkowo pod nazwą Europejskie Spotkania Pisarzy, następnie Fort Literacki, a od 2000 roku Port Literacki. Obok blisko trzystu najbardziej uznanych rodzimych twórców w regularnym „święcie literatury” brali już udział artyści z: Austrii, Białorusi, Czech, Danii, Francji, Iraku, Irlandii, Islandii, Łotwy, Meksyku, Niemiec, Rosji, Słowacji, Słowenii, Stanów Zjednoczonych, Szwecji, Ukrainy, Węgier i Wielkiej Brytanii. Impreza przyczyniła się do zmiany postrzegania poezji w Polsce. Wypromowała wielu autorów, którzy dzisiaj należą do najczęściej nagradzanych w Polsce. Eksperymenty z formą prezentacji wierszy, łamiące często stereotypowe wyobrażenie o spotkaniach autorskich, stały się inspiracją dla organizatorów nieomal wszystkich krajowych wydarzeń beletrystycznych. Dwudziesta edycja imprezy w 2015 roku była ostatnią pod nazwą Port Literacki.

## Pomosty
Od kilku lat Biuro Literackie angażuje się w integrację europejskich środowisk piśmienniczych, inicjując i organizując wydarzenia z udziałem przedstawicieli różnych instytucji literackich. Pośredniczy w sprzedaży praw autorskich, reprezentuje twórców, wspiera tłumaczy, a także uczestniczy w zawieraniu umów. Wśród zagranicznych projektów szczególne miejsce zajmują Ambasadorzy Poezji. Projekt opiera się na wzajemnych prezentacjach twórców z różnych krajów. Europejskie Porty Literatury to z kolei projekt realizowany w ramach partnerskiej współpracy pomiędzy europejskimi i pozaeuropejskimi festiwalami, które włączyły się w świętowanie jubileuszu Portu Literackiego. Centralnym elementem projektu jest dziesięć prezentacji polskiej literatury, autorów i dorobku Portu na najważniejszych festiwalach m.in. w Armenii, Chinach (ChRL), Czechach, Indiach, Izraelu, na Litwie, Łotwie, w Niemczech i Norwegii.

## Edukacja
Istotnym elementem wizerunkowym Biura Literackiego są realizowane od końca lat 90. projekty edukacyjne, programy literackie, działania internetowe oraz konkursy. Te najbardziej znane to: „Komiks wierszem”, „Laboratorium literackie”, „Nakręć wiersz”, „Poezja do śpiewania”, „Pogotowie literackie”, „Połów”, „Pracownia mistrzów”, „Przystanek literacki”, „Szkoła z poezją”, „Warsztaty literackie”, „Zagraj literaturą”. Równie ważna jest działalność prowadzona w internecie w ramach portalu biuroliterackie.pl m.in. z telewizją oraz BiBLioteką, z wolnym dostępem do tekstów, szkiców, recenzji, rozmów i fragmentów książek kilkuset polskich i zagranicznych pisarzy. Biuro Literackie wyprodukowało także dwa programy telewizyjne: „Poezjem” i „Poeci” emitowane na antenie telewizji publicznej oraz film „Dorzecze Różewicza”. Zaangażowane jest także w powstanie darmowego internetowego podręcznika do nauki języka polskiego. 

## Nagrody
Najważniejsze wyróżnienia dla autorów i książek opublikowanych nakładem Biura Literackiego.
2020
- Wrocławska Nagroda Poetycka Silesius dla Jakuba Pszoniaka za tom Chyba na pewno.
- Wrocławska Nagroda Poetycka Silesius dla Konrada Góry za tom Kalendarz majów.
- Wrocławska Nagroda Poetycka Silesius dla Eugeniusza Tkaczyszyna-Dyckiego za całokształt twórczości.
- Nagroda Literacka Prezydenta Miasta Białegostoku im. Wiesława Kazaneckiego dla Niny Manel za tom Transparty.

2019
- Nagroda im. Wisławy Szymborskiej dla Marty Podgórnik za tom Mordercze ballady.

2018
- Literacka Nagroda Europy Środkowej Angelus dla Elżbiety Sobolewskiej za przekład książki Pamięć Pétera Nádasa.
- Wrocławska Nagroda Poetycka Silesius dla Bohdana Zadury za całokształt twórczości.
- Wrocławska Nagroda Poetycka Silesius dla Jerzego Jarniewicza za tom Puste noce.
- Wrocławska Nagroda Poetycka Silesius dla Agaty Jabłońskiej za tom Raport wojenny.

2017
- Wrocławska Nagroda Poetycka Silesius dla Andrzeja Sosnowskiego za całokształt twórczości.
- Nagroda im. Wisławy Szymborskiej dla Marcina Sendeckiego za tom W.

2016
- Nagroda Odry dla Marcina Sendeckiego za tom W.
- Nagroda im. Kazimiery Iłłakowiczówny dla Dawida Mateusza za tom Stacja wieży ciśnień.
- Nagroda Literacka Nike dla Bronki Nowickiej za tom Nakarmić kamień.

2015
- Wrocławska Nagroda Poetycka Silesius dla Marcina Sendeckiego za tom Przedmiar robót.

- Wrocławska Nagroda Poetycka Silesius za całokształt twórczości dla Jacka Podsiadły.

2014
- Międzynarodowa Nagroda Literacka im. H. Skoworody dla Bohdana Zadury za zbiór wierszy Nocne życie w przekładzie Andrija Lubki wydany na Ukrainie.

- Złoty Środek Poezji za najlepszy poetycki debiut książkowy dla Szymona Słomczyńskiego za tom Nadjeżdża.

- Złoty Środek Poezji za najlepszy poetycki debiut książkowy dla Martyny Buliżańskiej za tom moja jest ta ziemia.

- Wrocławska Nagroda Poetycka Silesius w kategorii debiut dla Martyny Buliżańskiej za tom moja jest ta ziemia.

- Wrocławska Nagroda Poetycka Silesius dla Darka Foksa za całokształt twórczości.

2013
- Nagroda Literacka Gdynia dla Andrzeja Sosnowskiego za tom Sylwetki i cienie.

- Wrocławska Nagroda Poetycka Silesius dla Krystyny Miłobędzkiej za całokształt twórczości.

- Nagroda im. Karla Dedeciusa dla Jakuba Ekiera za całokształt twórczości.

- Warszawska Premiera Literacka dla Julii Fiedorczuk za tom tuż-tuż i przekład tomu Laurie Anderson Język przyszłości – najlepsze książki czerwca 2013 roku.

2012
- Nagroda Literacka Gdynia dla Marty Podgórnik za tom Rezydencja surykatek.

- Nagroda Literacka m.st. Warszawy dla Jacka Łukasiewicza za tom Stojąca na ruinie.

- Wrocławska Nagroda Poetycka Silesius dla Eugeniusza Tkaczyszyna-Dyckiego za tom Imię i znamię.

2011
- Nagroda „Literatury na Świecie” dla Biura Literackiego w kategorii inicjatywy wydawnicze za regularne publikowanie obcej poezji.

- Warszawska Premiera Literacka dla Krystyny Rodowskiej za antologię Umocz wargi w kamieniu – najlepszą książkę września 2011 roku.

- Nagroda Literacka Gdynia dla Andrzeja Sosnowskiego „w dowód podziwu dla jego poetyckich dokonań z naciskiem na ostatni tomik poems”.

- Nagroda Czterech Kolumn dla Joanny Mueller za tom szkiców krytycznych Stratygrafie i zbiór poetycki Wylinki.

- Wrocławska Nagroda Poetycka Silesius dla Bohdana Zadury za tom Nocne życie.

2010
- Warszawska Premiera Literacka dla Joanny Mueller za szkice Stratygrafie.

- Nagroda Sezonu Wydawniczo-Księgarskiego IKAR dla Artura Burszty za „odwagę wydawania najnowszej poezji i umiejętność docierania z nią różnymi drogami do czytelnika”.

- Nagroda „Literatury na Świecie” dla Kacpra Bartczaka za książkę Świat nie scalony.

- Wrocławska Nagroda Poetycka Silesius dla Piotra Sommera za całokształt twórczości..

- Certyfikat „Wrocław bez barier” w kategorii kultura dla Biura Literackiego „za szeroką ofertę adresowaną do różnych grup społecznych i dostrzeganie ich potrzeb”.

2009
- Nagroda Literacka Nike dla Eugeniusza Tkaczyszyna-Dyckiego za tom Piosenka o zależnościach i uzależnieniach.

- Nagroda Literacka Gdynia dla Eugeniusza Tkaczyszyna-Dyckiego za tom Piosenka o zależnościach i uzależnieniach.

- Wrocławska Nagroda Poetycka Silesius dla Krystyny Miłobędzkiej za tom gubione.

- Nagroda Poznańskiego Przeglądu Nowości Wydawniczych dla Piotra Sommera za tom Dni i noce.

- Nagroda Złoty Środek Poezji za najlepszy poetycki debiut książkowy 2008 roku dla Sławomira Elsnera za książkę Antypody.

- Nagroda „Literatury na Świecie” za najlepszy przekład poetycki dla Leszka Engelkinga za książkę Maść przeciw poezji. Przekłady z poezji czeskiej.

- Nagroda Kulturalna „Gazety Wyborczej” wARTo w kategorii literatura dla Julii Szychowiak za książkę Po sobie.

2008
- Wrocławska Nagroda Poetycka Silesius w kategorii debiut roku dla Julii Szychowiak za książkę Po sobie.

- Wrocławska Nagroda Poetycka Silesius dla Andrzeja Sosnowskiego za tom Po tęczy.

- Wrocławska Nagroda Poetycka Silesius za całokształt twórczości dla Tadeusza Różewicza.

- Nagroda Książka Roku Polskiej Sekcji IBbY w kategorii grafika dla Tomasza Brody za ilustracje do książki Zbigniewa Macheja Przygody przyrody.

- Nagroda Pióro Fredry dla Biura Literackiego za książkę Leszka Engelkinga Maść przeciw poezji. Przekłady z poezji czeskiej „za wzorowe opracowanie edytorskie szerokiej panoramy poezji czeskiej XX wieku”.

- Nagroda Polskiego Towarzystwa Wydawców Książek w kategorii debiut dla Julii Szychowiak za książkę Po sobie.

- Nominacja do Nagrody Literackiej Nike dla Andrzeja Sosnowskiego za tom Po tęczy.

- Nominacja do Nagrody Literackiej Gdynia dla Zbigniewa Macheja za tom Wiersze przeciwko opodatkowaniu poezji.

- Nominacja do Nagrody Literackiej Gdynia w kategorii szkice dla Andrzeja Sosnowskiego za książkę „Najryzykowniej”.

- Nominacja do Nagrody Gwarancje Kultury TVP dla Andrzeja Sosnowskiego za tom Po tęczy.

2007
- Nagroda Literacka Gdynia dla Wojciecha Bonowicza za tom Pełne morze.

- Nagroda Złoty Środek Poezji za najlepszy poetycki debiut książkowy 2006 roku dla Łukasza Jarosza za tom Soma.

- Nagroda główna Fundacji Kultury w Konkursie Młodych dla Łukasza Jarosza za tom Soma.

- Nagroda Pióro Fredry dla Biura Literackiego za książkę Tadeusza Różewicza nauka chodzenia „za misterną kompozycję tomu, na którą składają się oryginalne wiersze Tadeusza Różewicza, ich niemieckie przekłady oraz ilustracje Eugeniusza Geta-Stankiewicza”.

2006
- Nagroda Papierowy Ekran dla serwisu internetowego Biura Literackiego „za bogactwo treści promujących książki”.

- Nagroda Pióro Fredry dla Biura Literackiego za książkę Piotra Sommera O krok od nich. Przekłady poetów amerykańskich „za doskonale opracowane edytorsko, długo wyczekiwane, poszerzone wznowienie antologii poezji amerykańskiej, przygotowane przez jednego z najwybitniejszych tłumaczy poezji języka amerykańskiego”.

- Nagroda Specjalna w konkursie EDYCJA dla Biura Literackiego za książkę Piotra Sommera O krok od nich. Przekłady poetów amerykańskich „za umiejętne wykorzystanie w niej szlachetnego papieru przy projektowaniu tomu poetyckiego, elegancki umiar kompozycji stron ze strofami wierszy”

2004
- Nagroda Poznańskiego Przeglądu Nowości Wydawniczych dla Krystyny Miłobędzkiej za tom Po krzyku.

- Nagroda Poznańskiego Przeglądu Nowości Wydawniczych dla Bohdana Zadury za antologię Wiersze zawsze są wolne.

2003
- Nagroda Poznańskiego Przeglądu Nowości Wydawniczych dla Krzysztofa Siwczyka za książkę Zdania z treścią.

2002
- Nagroda Poznańskiego Przeglądu Nowości Wydawniczych dla Dariusza Sośnickiego za tom Symetria.

2001
- Nagroda Polskiego Towarzystwa Wydawców Książek w kategorii debiut dla Julii Fiedorczuk za tom Listopad nad Narwią.

- Nagroda Poznańskiego Przeglądu Nowości Wydawniczych dla Mariusza Grzebalskiego za tom Drugie dotknięcie.

2000
- Nagroda Poznańskiego Przeglądu Nowości Wydawniczych dla Artura Burszty za „działalność wydawniczą i żarliwą promocję poezji”[6].

## Opracowania
- Fort Legnica, Port Wrocław, Stacja Literatura. 25-lecia Biura Literackiego, Instytut Literatury, Kraków 2020[7]